# خالد بوعنق
خالد صالح أحمد بوعنق (مواليد 1965) سياسي بحريني عضو مجلس النواب منذ 12 ديسمبر 2018 عن الدائرة الخامسة في محافظة المحرق.

## المجلس البلدي
ترشح لعضوية المجلس البلدي عن الدائرة الرابعة في محافظة المحرق ، في الجولة الأولى حصل على 1415 صوت بنسبة 21.00% مما استوجب إقامة جولة ثانية حيث استطاع التغلب على منافسه محمد جاسم حمادة بحصوله على 4261 صوت بنسبة 69.17%.

## مجلس النواب
ترشح لانتخابات مجلس النواب 2014 عن الدائرة الخامسة في محافظة المحرق ، حيث حصل في الجولة الأولى التي أقيمت في يوم السبت 22 نوفمبر 2014 على 1245 صوت بنسبة 20.34% مما استوجب إقامة جولة أعادة حيث خسر في جولة الإعادة التي أقيمت في يوم السبت 29 نوفمبر 2014 من منافسه محمد الجودر بحصوله على 2129 صوت بنسبة 38.80%.
ترشح لانتخابات مجلس النواب 2018 عن الدائرة الخامسة في محافظة المحرق ، في الجولة الأولى التي أقيمت في يوم السبت 24 نوفمبر 2018 حصل على 1962 صوت بنسبة 21.55% مما استوجب إقامة جولة ثانية في يوم السبت 1 ديسمبر 2018 حيث استطاع التغلب على منافسه محمود المحمود بحصوله على 4917 صوت بنسبة 59.49%.
وكما ترشح لانتخابات مجلس النواب 2022 عن الدائرة الخامسة في محافظة المحرق حيث حصل على المركز الأول في الجولة الأولى التي أقيمت يوم السبت 12 نوفمبر 2022 على 5150 صوت بنسبة 38.44% مما استوجب إقامة جولة أعادة لعدم تحقق الأغلبية المطلقة للأصوات حيث فاز في جولة الإعادة التي أقيمت يوم السبت 19 نوفمبر 2022 بعد حصوله 7999 بنسبة 65.07% مقابل 4293 صوت بنسبة 34.93% لأحمد بوهزاع